# Roslyn
.NETコンパイラプラットフォーム (ドットネット・コンパイラプラットフォーム、英語: .NET Compiler Platform) は、C#及びVisual Basic .NETのフリーかつオープンソースのコンパイラ・コード解析APIである。Roslyn (ロズリン) の通称でも知られている。
RoslynのC#コンパイラ及びVB.NETコンパイラは、その言語自身で書かれている (セルフホスティング)。コンパイラは従来のように、コマンドラインインタフェースを介して使用することもできるが、.NETコード内からネイティブに利用可能なAPIとしても利用することができる。Roslynはコードの字句解析、セマンティック解析、共通中間言語 (CIL) への動的コンパイル及びコード排出のためのモジュールを公開している。

## 特徴
Roslynの主な特徴は以下の通りである。
- APIを介してサービスとして公開されるC#コンパイラ及びVB.NETコンパイラ
- コード解析及びリファクタリングのためのAPI